# Paläornithologie
Paläornithologie (griech.: palaios = alt, ornis = Vogel, logos = Wort) ist der Zweig der Paläozoologie, der sich mit den fossilen Vögeln befasst.
Obwohl es eine Anzahl paläontologischer und biologischer Fachgruppen gibt, die sich mit paläornithologischen Fragestellungen befassen und Funde früher Vögel in den letzten Jahren im öffentlichen Interesse standen, wird der Begriff selten verwendet.

## Fragen der Paläornithologie
Folgende Themen waren in den letzten Jahren Gegenstand paläornithologischer Forschung:
Der Ursprung der Vögel/Abstammung von frühen theropoden Dinosauriern, die Entstehung des Vogelflugs sowie die Entstehung der Brutpflege und des Paarungsverhaltens bei Vögeln. Ebenso behandelt wurden die Radiation und Phylogenese der Vögel in der Kreidezeit, das Aussterben und Überleben von Vogelgruppen an der Kreide-Tertiär-Grenze und der Ursprung sowie Verwandtschaftsverhältnisse moderner Vogelordnungen.
Weitere Themen waren Radiation im Tertiär, Ursachen für Flugunfähigkeit bei Vögeln, Avifaunen verschiedener bedeutender Fossillagerstätten, zum Beispiel der Grube Messel (Mittleres Eozän), der Phopshorite von Quercy (Eozän bis Oligozän), des London Clay (Unteres Eozän), der Green-River-Formation (Unteres Eozän), der Jehol-Gruppe (Unterkreide) und die Erforschung der spätquartären Avifauna.

## Wichtige ausgestorbene Vogeltaxa

### Ausgestorbene Vogelgruppen des Mesozoikums
- basale Vögel: Familie Archaeopterygidae, Rahonavis, Jeholornis, Sapeornis, Familie Confuciusornithidae

- Infraklasse Ornithothoraces: Ordnung Enantiornithes, Patagopteryx, Vorona, Ordnung Hesperornithiformes, Ordnung Ichthyornithiformes

### Im Känozoikum ausgestorbene Vogelgruppen
- Infraklasse Ornithothoraces:

- Division Palaeognathae: Ordnung Lithiornithiformes, Familie Aepyornithidae (Vorompatras), Familie Dinornithidae (Moas)

- Division Neognathae:

Ordnung Anseriformes (Gänsevögel): Familie Dromornithidae (Mihirungs)
Ordnung Pelecaniformes (Pelikanvögel): Familie Plotopteridae, Familie Pelagornithidae
Ordnung „Gruiformes“: Familie Messelornithidae
Ordnung Cariamiformes: Familie Phorusrhacidae
Ordnung unsicher: Familie Diatrymidae

## Bekannte Paläornithologen

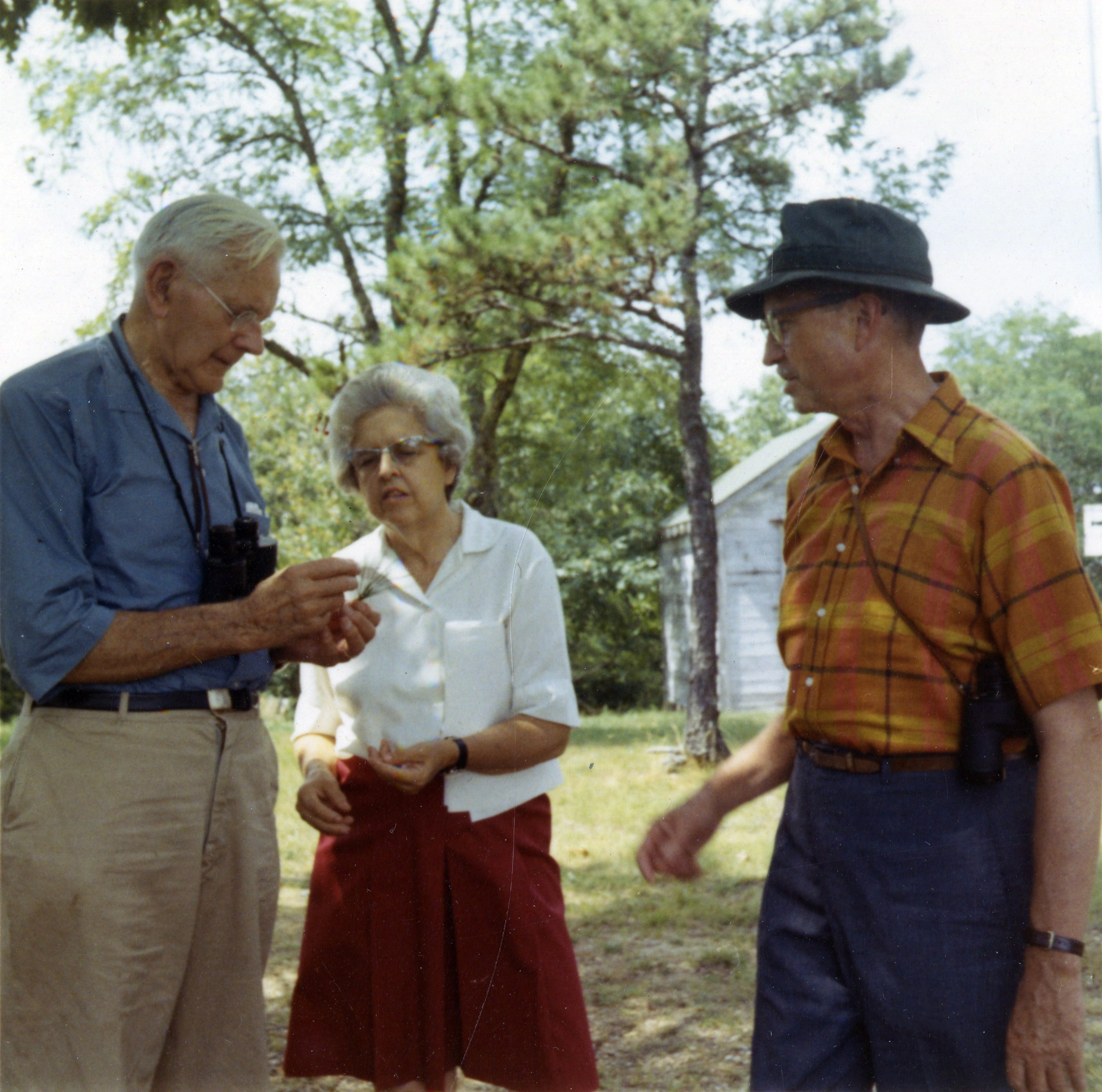
Alexander Wetmore (links), 1969
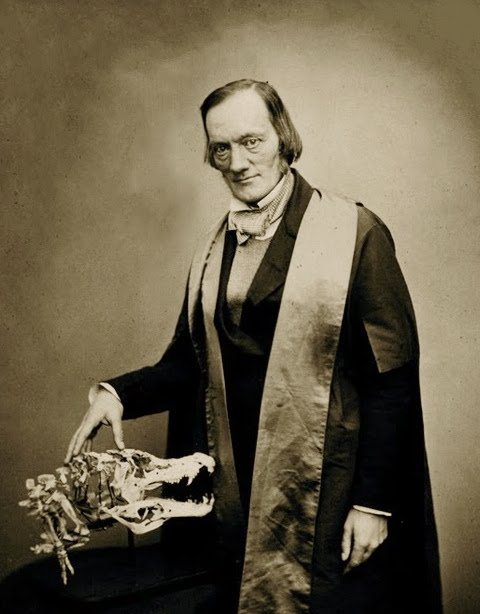
Richard Owen
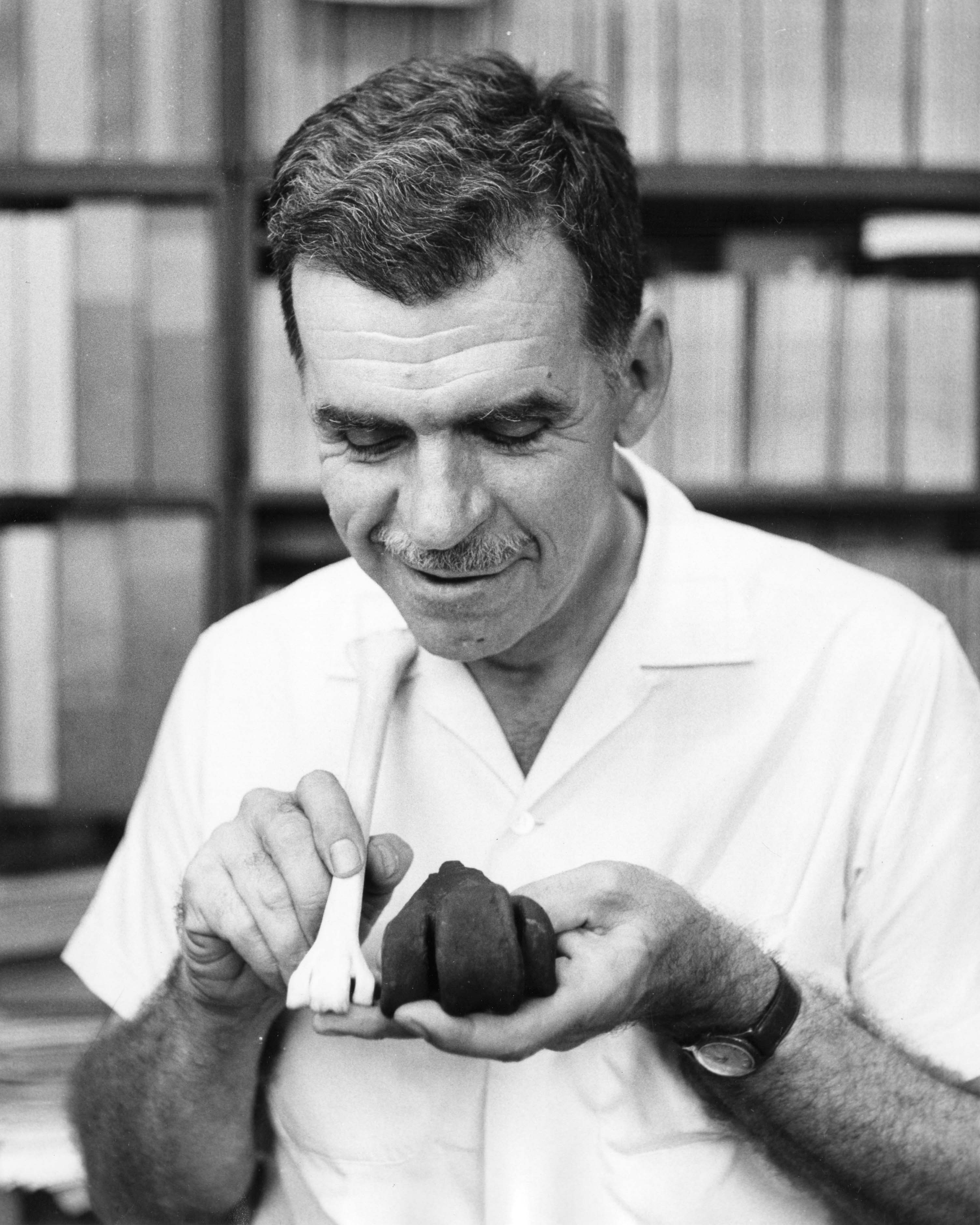
Pierce Brodkorb
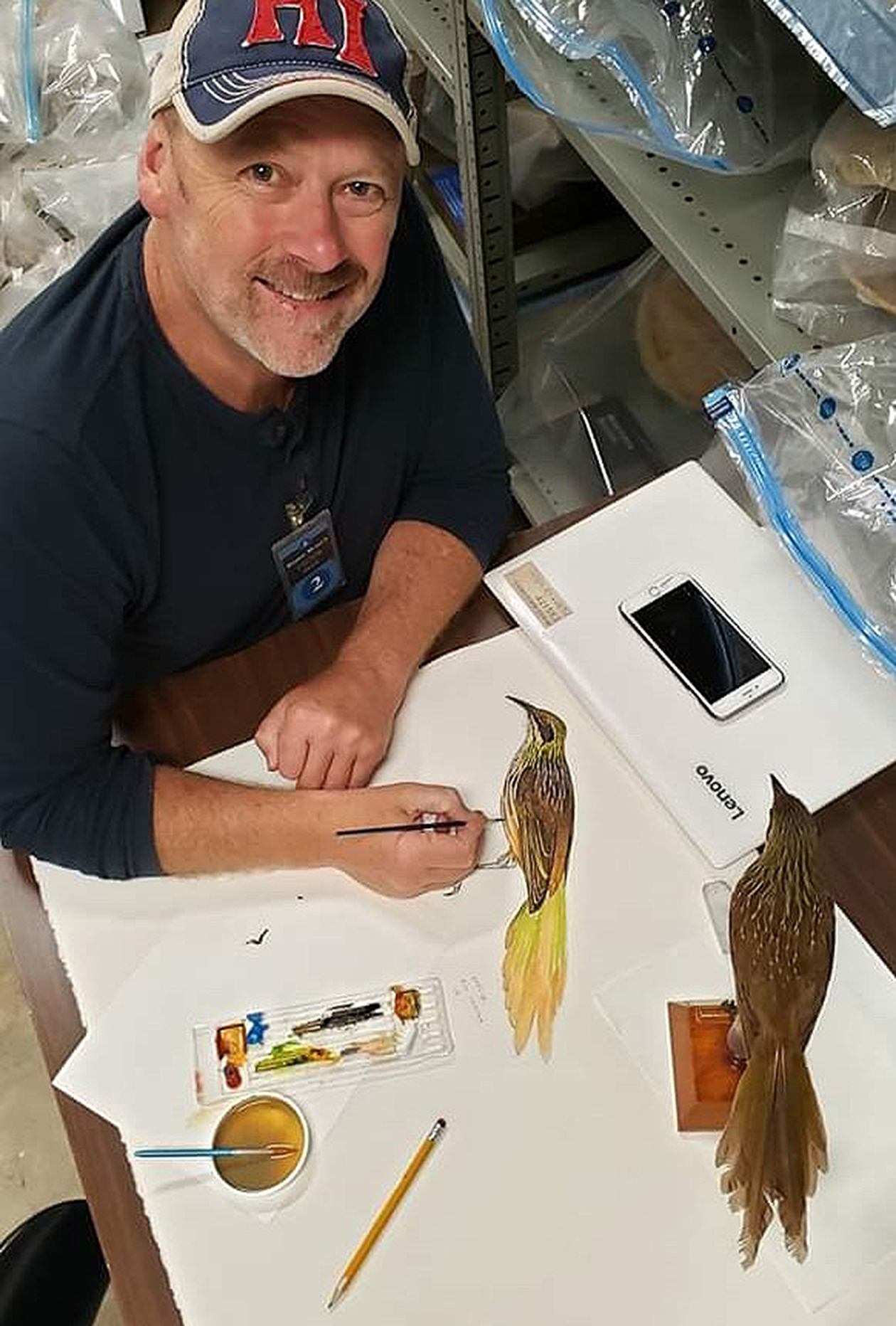
Julian P. Hume
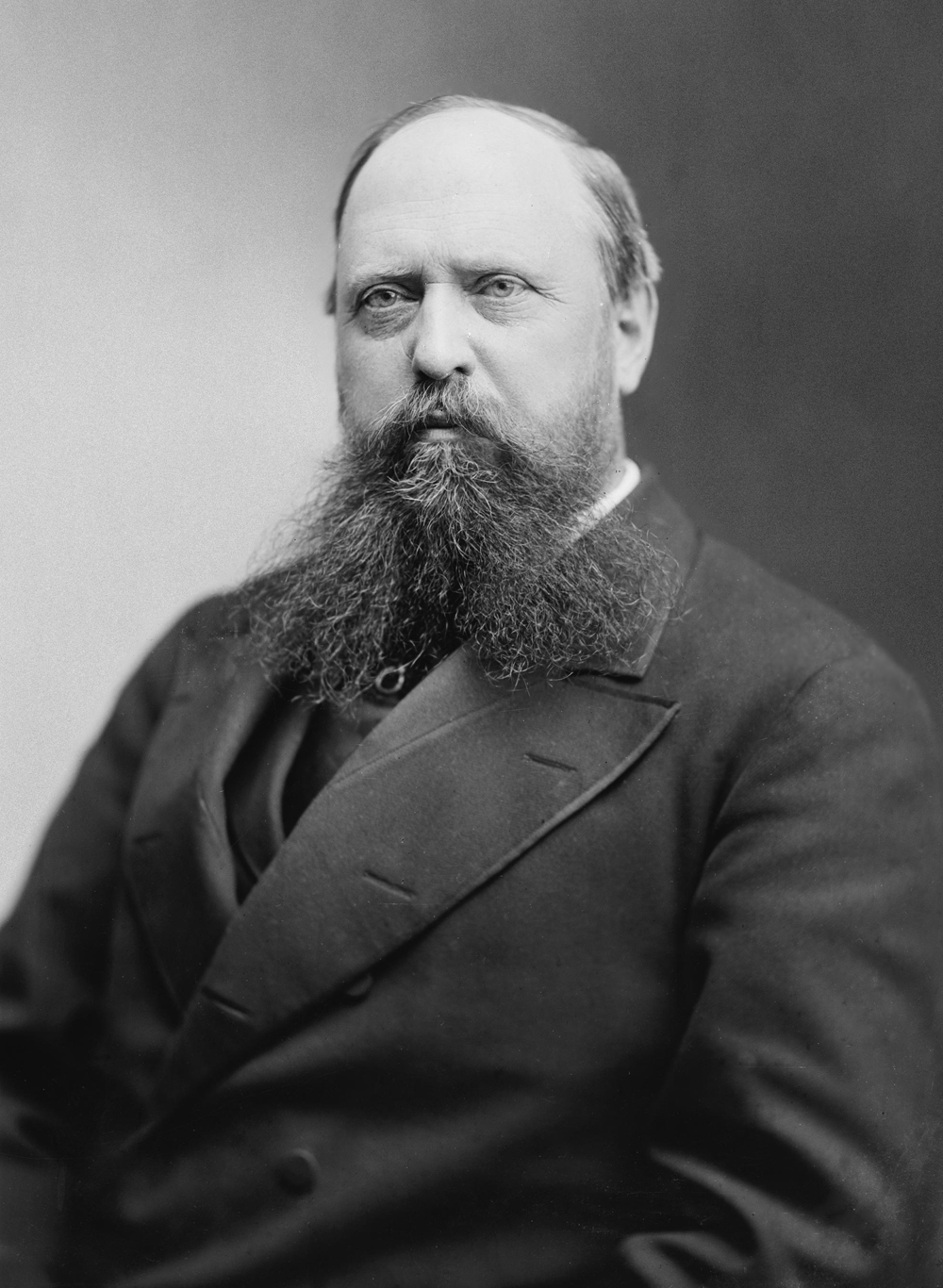
Othniel Charles Marsh
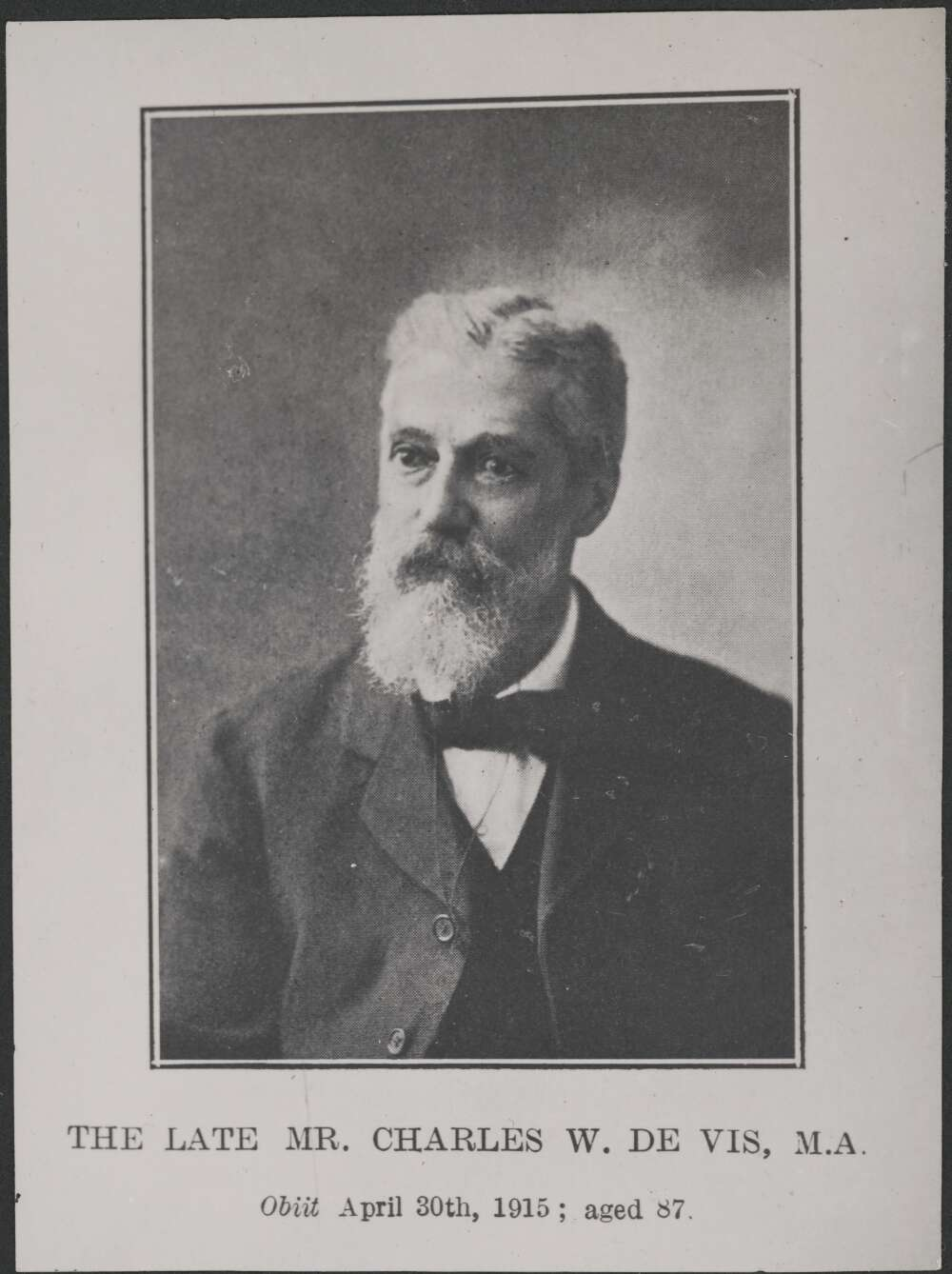
Charles Walter De Vis
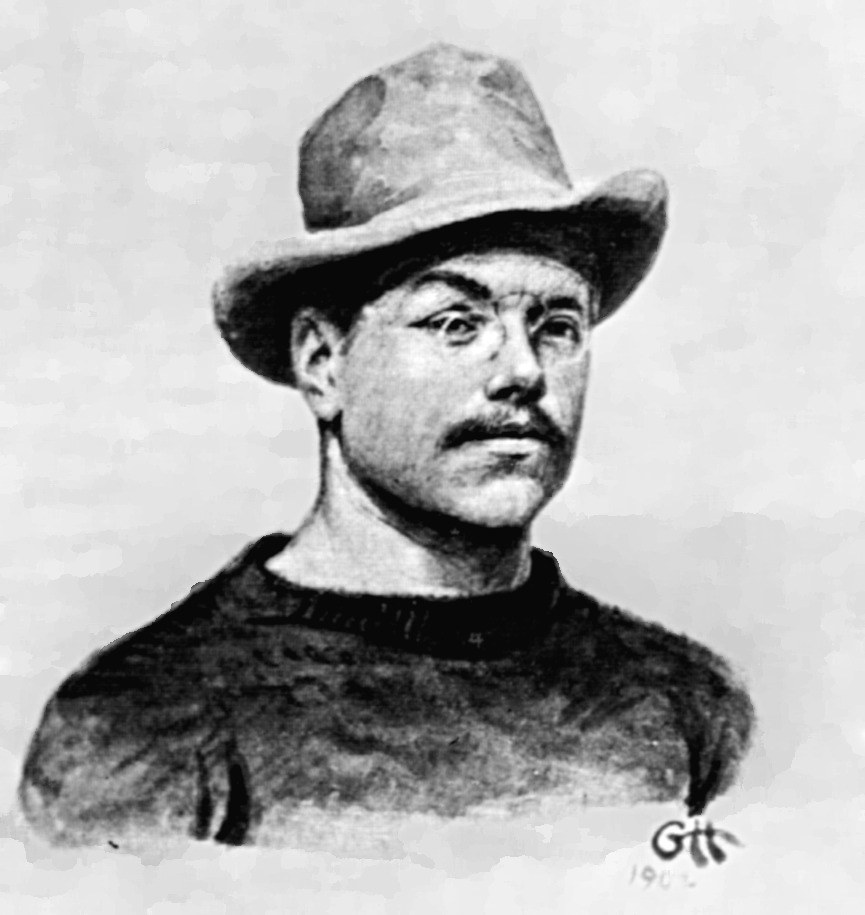
Gerhard Heilmann
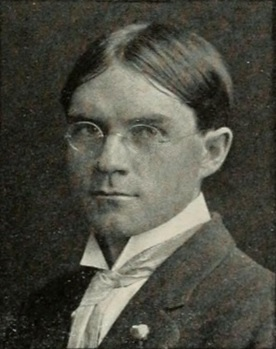
Loye H. Miller
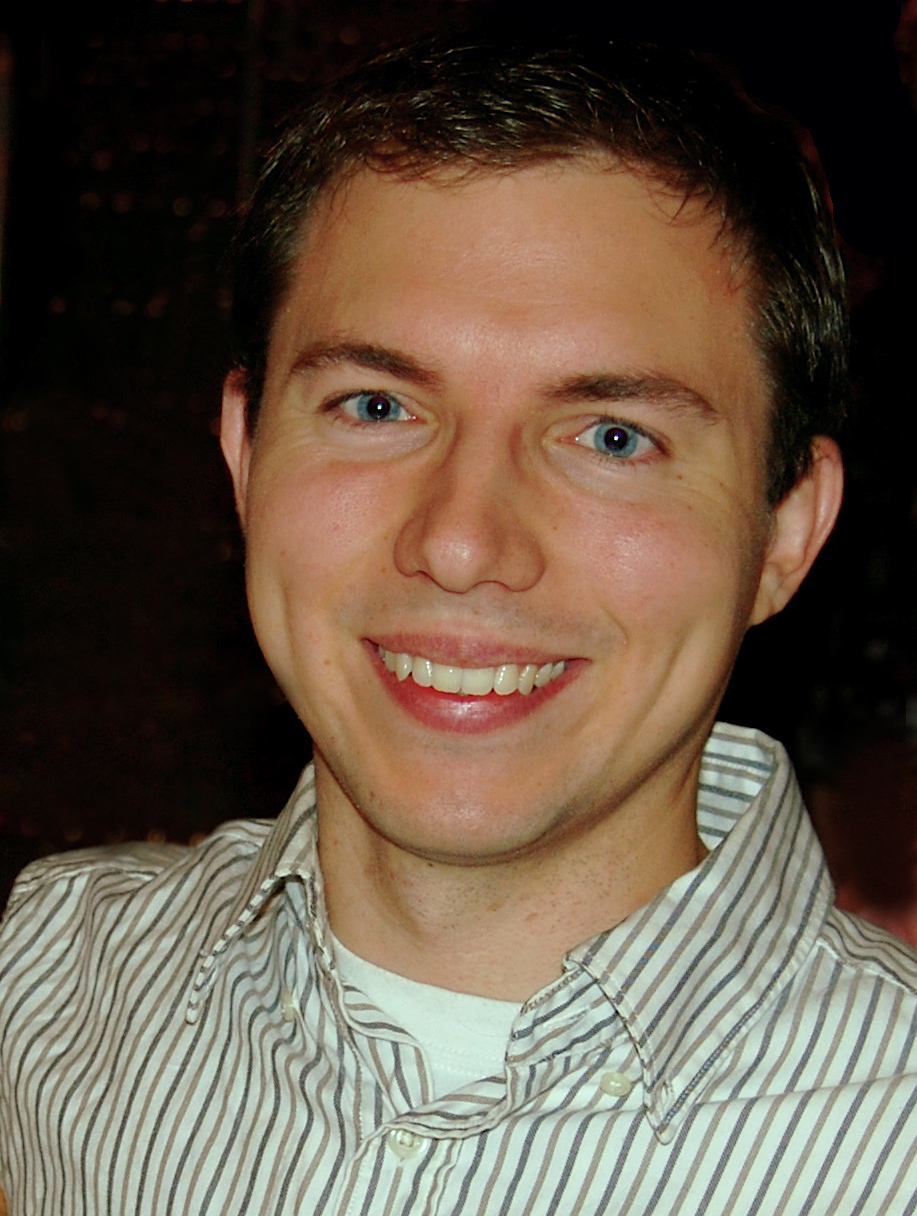
Daniel T. Ksepka

- Carolina Acosta Hospitaleche
- Delphine Angst
- Josep Antoni Alcover
- Herculano Marcos Ferraz de Alvarenga
- Charles William Andrews
- Oscar Arredondo
- Philip Ashmole
- Peter Ballmann
- Sara Bertelli
- Zbigniew M. Bocheński
- Zygmunt Bocheński
- Zlatozar Boev
- Walter E. Boles
- Pierce Brodkorb
- Éric Buffetaut
- Nikolai Jossifowitsch Burtschak-Abramowitsch
- Robert M. Chandler
- Sankar Chatterjee
- Anthony S. Cheke
- Luis M. Chiappe
- Julia A. Clarke
- Graham S. Cowles
- Joel Cracraft
- Vanesa L. De Pietri
- Charles Walter De Vis
- Gareth Dyke
- Andrzej Elżanowski
- Steven D. Emslie
- Robert Alexander Falla
- Alan Feduccia
- Karlheinz Fischer
- R. Ewan Fordyce
- José Luis Sanz
- Ursula B. Göhlich
- Gerhard Heilmann
- Angelika Hesse
- Richard N. Holdaway
- Lianhai Hou
- Peter Houde
- Hildegarde Howard
- Julian P. Hume
- Thomas H. Huxley
- Helen Frances James
- Eugen Kessler (Jenő Kessler)
- Jeremy Kirchman
- Daniel T. Ksepka
- Jewgeni Nikolajewitsch Kurotschkin (Kurochkin)
- Kálmán Lambrecht
- Bradley C. Livezey
- Percy Roycroft Lowe
- Albrecht Manegold
- Othniel Charles Marsh
- Larry Martin
- Gerald Mayr
- Hanneke Johanna Maria Meijer
- Hermann von Meyer
- Alphonse Milne-Edwards
- Alden Holmes Miller
- Loye Miller
- Jiří Mlíkovský
- Cécile Mourer-Chauviré
- Mark Norell
- Jingmai O’Connor
- Storrs L. Olson
- John Ostrom
- Richard Owen
- Marco Pavia
- Dieter Stefan Peters
- Harald Pieper
- Juan Carlos Rando
- Antonio Sánchez Marco
- Ron Scarlett
- R. Paul Scofield
- Nikita Wladimirowitsch Selenkow (Zelenkov)
- George Gaylord Simpson
- David William Steadman
- Pjotr Petrowitsch Suschkin
- William Elgin Swinton
- Claudia Tambussi
- Alan Tennyson
- Gerard Frederick van Tets
- Teresa Tomek
- Eduardo Pedro Tonni
- Tommy Tyrberg
- Patricia Vickers-Rich
- Cyril Alexander Walker
- Alexander Wetmore
- Lawrence M. Witmer
- Trevor H. Worthy
- Zhou Zhonghe
- Alan C. Ziegler
- Richard Zusi

## Organisationen
Die internationale Fachgesellschaft für Paläornithologie ist die Society of Avian Palaeontology and Evolution (SAPE).

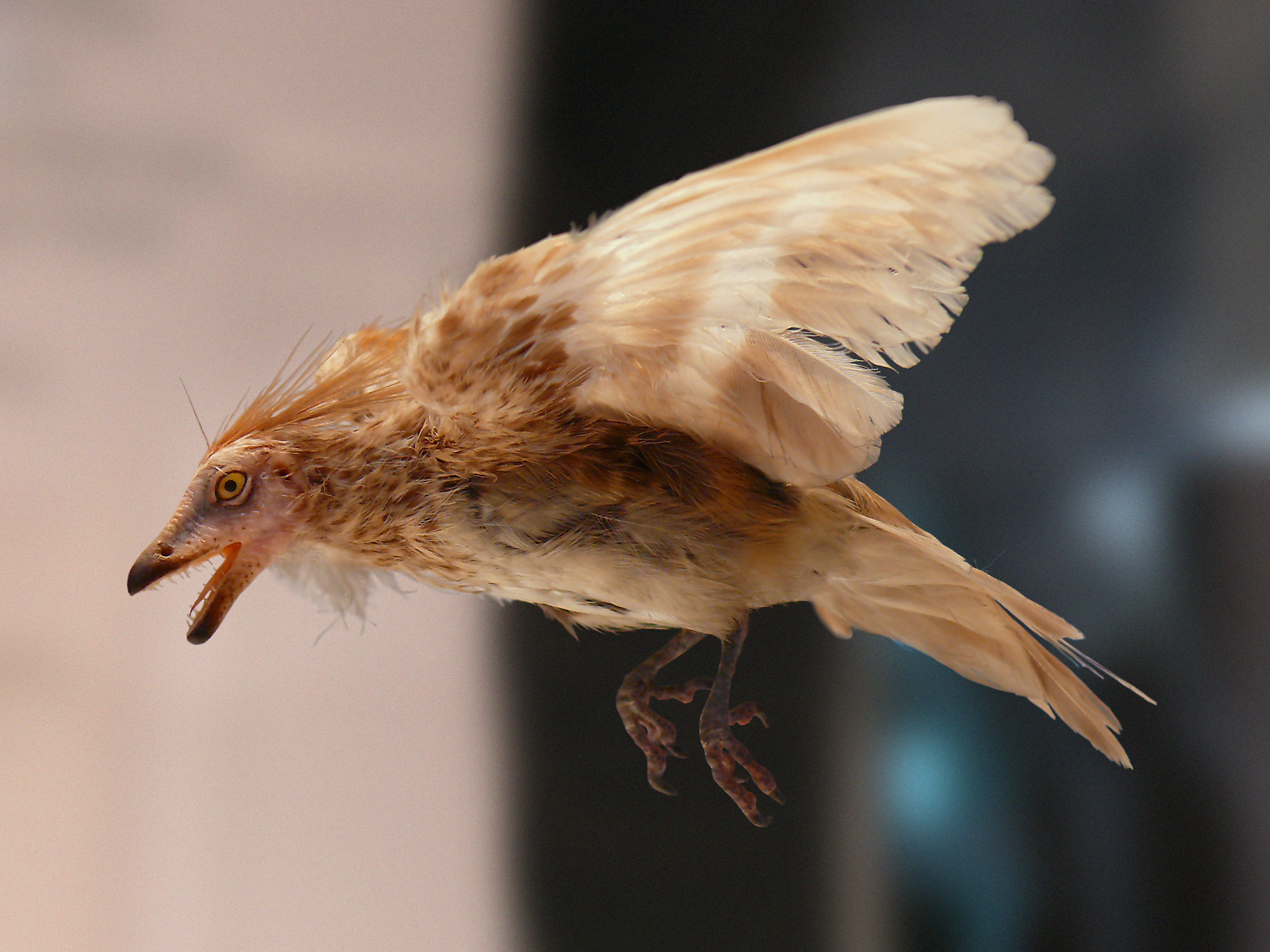
Iberomesornis aus der Kreide im Museo Nacional de Ciencias Naturales in Madrid

### Standardwerke
- Alan Feduccia: The Origin and Evolution of Birds. 2. Auflage. Yale University Press, New Haven 1999, ISBN 0-300-07861-7.
- Alan Feduccia: The Age of Birds. Harvard University Press, Cambridge 1980 (deutsche Ausgabe: Alan Feduccia: Es begann am Jura-Meer. Die faszinierende Stammesgeschichte der Vögel. Gerstenberg, Hildesheim 1984, ISBN 3-8067-2015-0).
- Kálmán Lambrecht: Handbuch der Palaeornithologie. Borntraeger, Berlin 1933.

### Tagungsbände
- Max K. Hecht u. a. (Hrsg.): The Beginnings of Birds. Freunde des Jura-Museums Eichstätt, Eichstätt 1985, ISBN 3-9801178-0-4.
- Storrs L. Olson (Hrsg.): Avian Paleontology at the Close of the 20th Century. Smithsonian Institution Press, Washington 1999.
- Dieter Stefan Peters (Hrsg.): Acta palaeornithologica. 3. Symposium SAPE, 5. Internationale Senckenberg-Konferenz 22.–26. Juni 1992. Senckenbergische Naturforschende Gesellschaft, Frankfurt am Main 1995, ISBN 3-929907-22-4.
- Z. Zhou, F. Zhang (Hrsg.): Proceedings of the 5th Symposium of the Society of Avian Paoleontology and Evolution, Beijing, 1–4 June 2000. China Science Press, Peking 2002.

### Bücher, Monografien und Sammelbände zum Ursprung der Vögel und zu Vögeln des Mesozoikums
- Sankar Chatterjee: The Rise of Birds. 225 Million Years of Evolution. Johns Hopkins University Press, Baltimore 1997, ISBN 0-8018-5615-9.
- Sankar Chatterjee:  Protoavis and the early evolution of birds. In: Palaeontographica A. 254, 1999, S. 1–100.
- Luis M. Chiappe, Shu'an Ji, Qiang Ji, Mark A. Norell: Anatomy and Systematics of the Confuciusornithidae (Theropoda: Aves) from the Late Mesozoic of Northeastern China. (PDF-Datei; 9,29 MB) In: Bulletin of the American Museum of Natural History. Nr. 242, 1999.
- Lowell Dingus, Timothy Rowe: The Mistaken Extinction. Dinosaur Evolution and the Origin of Birds. Freeman, New York 1998, ISBN 0-7167-3227-0.
- Jacques Gauthier, Lawrence F. Gall (Hrsg.): New Perspectives on the origin and early evolution of birds. Peabody Museum of Natural History Yale University, New Haven 1999, ISBN 0-912532-57-2.
- Gerhard Heilmann: The Origin of Birds. Dover Publications, London 1926.
- Lianhai Hou: Picture Book of Chinese Fossil Birds. Yunnan Science and Technology Press, Kunming 2000, ISBN 7-5416-1383-5.
- Kevin Padian (Hrsg.): The origin of birds and the evolution of flight. California Academy of Sciences, San Francisco 1986, ISBN 0-940228-14-9.
- Gregory S. Paul: Dinosaurs of the Air. The Evolution and Loss of Flight in Dinosaurs and Birds. Johns Hopkins University Press, Baltimore 2001, ISBN 0-8018-6763-0.
- Pat Shipman: Taking Wing. Archaeopteryx and the Evolution of Bird Flight. - Simon & Schuster, New York 1999, ISBN 0-684-81131-6.
- Luis M. Chiappe, Lawrence M. Witmer (Hrsg.): Mesozoic Birds. Above the Heads of the Dinosaurs. University of California Press, Berkeley 2002, ISBN 0-520-20094-2 (Empfehlung zum Einstieg in das Thema).
- Juan Benito, Roc Olivé: Birds of the Mesozoic: An illustrated field guide. Lynx, Barcelona 2022, ISBN 978-84-16728-52-7.

### Bücher und Monografien über känozoische Vögel
- Gerald Mayr: Paleogene fossil birds Springer, Heidelberg 2009, ISBN 3-540-89627-9.
- Peter F. Murray, Patricia Vickers-Rich: Magnificent Mihirungs. Indiana University Press, Bloomington 2003, ISBN 0-253-34282-1.
- Trevor H. Worthy, Richard N. Holdaway: The Lost World of the Moa. Prehistoric Life of New Zealand. Indiana University Press, Bloomington 2002, ISBN 0-253-34034-9.
- Delphine Angst, Éric Buffetaut: Paleobiology of giant flightless birds (= Earth system - environmental sciences). ISTE Press, London 2017, ISBN 978-0-08-101143-0.

### Wichtige Review-Artikel
- Luis M. Chiappe: The first 85 million years of avian evolution. In: Nature. 378, 1995, S. 349–355, doi:10.1038/378349a0.
- P. Wellnhofer: Die befiederten Dinosaurier Chinas. In: Naturwissenschaftliche Rundschau. 55, Nr. 9, 2002, S. 465–477.
- Zhonghe Zhou: The origin and early evolution of birds: discoveries, disputes and perspectives from fossil evidence. In: Naturwissenschaften. 91, 2004, Nr. 10, S. 455–471, doi:10.1007/s00114-004-0570-4 (Empfehlung zum Einstieg in das Thema).